# Antoinette Rijpma-de Jong
Antoinette Rijpma-de Jong (ur. 6 kwietnia 1995 w Rottum) – holenderska łyżwiarka szybka, trzykrotna medalistka olimpijska, wielokrotna medalistka mistrzostw świata, a także zdobywczyni Pucharu Świata.

## Kariera sportowa
Wystartowała na Zimowych Igrzyskach Olimpijskich 2014 w biegu na 3000 m, zajmując siódme miejsce. Pierwszy medal wśród seniorek zdobyła na wielobojowych mistrzostwach Europy w Mińsku w 2016 roku, gdzie była trzecia. W tym samym roku była też trzecia podczas wielobojowych mistrzostw świata w Berlinie oraz najlepsza w biegu drużynowym i trzecia na 3000 m podczas dystansowych mistrzostw świata w Kołomnie. Takie same wyniki osiągnęła na rozgrywanych rok później dystansowych mistrzostwach świata w Gangneung.
Kilkukrotnie stawała na podium zawodów Pucharu Świata, najlepsze wyniki osiągając w sezonie 2016/2017, kiedy zajęła trzecie miejsce w klasyfikacji końcowej 3000/5000 m. Lepsze okazały się jedynie Czeszka Martina Sáblíková i Rosjanka Anna Jurakowa.
Łącznie zdobyła 5 złotych, 3 srebrne i 3 brązowe medale na mistrzostwach świata juniorów; startowała w latach 2012, 2013 oraz 2014. Na mistrzostwach Holandii na dystansach 2014 zdobyła dwa brązowe medale – na 3000 i 5000 m.

## Rekordy życiowe
- 500 m. – 39,12 (2018)
- 1000 m. – 1:15,27 (2018)
- 1500 m. – 1:54,51 (2015)
- 3000 m. – 3:57,78 (2017)
- 5000 m. – 6:56,45 (2015)